# Sicarius rubripes
Sicarius rubripes là một loài nhện trong họ Sicariidae. S. rubripes được miêu tả năm 1849 bởi Nicolet.